# 高山市立西小学校
高山市立西小学校 （たかやましりつ にししょうがっこう）は、岐阜県高山市にある公立小学校。

## 沿革
西小学校は東小学校と同じく、1873年開校の煥章学校が原点であり、校章は煥章学校のを引き継いでいる。尚、2016年（平成28年）に開校120周年となっていることから、開校年は1897年（明治30年）となり、高山尋常高等小学校に改称した年である。1873年から1896年の高山尋常高等小学校以前については高山市立東小学校#沿革を参照。
- 1897年（明治30年） - 高山尋常高等小学校に改称する。
- 1904年（明治37年）
  - 4月 - 男女を分離しての授業を開始。
  - 9月 - 高山女子尋常高等小学校[注釈 2]を分離。高山男子尋常高等小学校に改称する。
- 1922年（大正11年） - 高山尋常高等小学校が、高山西尋常高等小学校[注釈 3]と高山東尋常小学校[注釈 4]に分割される。
- 1936年（昭和11年）11月1日 - 高山町と大名田町が合併し市制施行。高山市となる。同時に西尋常小学校に改称する。
- 1941年（昭和16年） - 西国民学校に改称する。
- 1947年（昭和22年） - 高山市立西小学校に改称する。
- 1974年（昭和49年） - 新校舎（鉄筋コンクリート造4階建）が完成。
- 2008年（平成20年） - 屋内運動場が完成。

## 著名な出身者
- 村尾信尚 - 関西学院大学教授、ニュースキャスター、元財務省主計官